# A telefon
A telefon, avagy A szerelmi háromszög (eredeti címén: The Telephone, or L'Amour à trois) angol nyelvű egyfelvonásos vígopera, melynek szövegét és zenéjét is Gian Carlo Menotti írta (az ősbemutatót maga is rendezte). Az opera premierje Jascha Zayde vezényletével 1947. február 18-án volt New Yorkban. Hazai bemutatója a Magyar Állami Operaház stúdiójában volt 1957. június 17-én Varga Pál vezényletével, Huszár Klára fordításában és rendezésében.
Lucy telefonbeszélgetései a romantikus operák áriatípusainak remek paródiája.
Játékideje 22–25 perc.

## Szereplők
| Szereplő       | Hangfekvés       |
| -------------- | ---------------- |
| Lucy England   | koloratúrszoprán |
| Ben Upthegrove | bariton          |

## Az opera cselekménye
Szín: Lucy lakása
Idő: napjainkban (= 1947)
Ben Lucy lakására megy, hogy megkérje a kezét. Valahányszor elkezdené a mondandóját, megszólal a lány telefonja és Lucy a barátnőivel elmerül a se vége se hossza beszélgetésekbe. Amikor kimegy a szobából, a fiú megpróbálja elvágni a telefonzsinórt, de a visszatérő „hős-nő” lecsap rá, és megakadályozza. Ez újabb alkalom egy „távbeszélésre”. Ben elkeseredik, lerohan az utcára és egy nyilvános telefonállomásról felhívja Lucyt. Így nem kell attól tartania, hogy a telefon megzavarja Őket. Ben a telefonon keresztül mondja el, hogy mennyire szereti Lucyt, és hogy képtelen nélküle élni, majd megkéri a kezét. Lucy boldogan igent mond a telefonba, csak annyit kér, hogy a fiú ne felejtse el...
„Ben: Mit? A szemed, az arcod, a szád?
Lucy: Nem. A számom.”
(Huszár Klára fordítása)

## Diszkográfia
- Marilyn Cotlow (Lucy), Frank Rogier (Ben); vezényel: Emanuel Balaban (1947) Naxos 8.111370, Pearl 2565 [Az ősbemutató énekeseivel készült, számtalan kiadásban forgalomba került felvétel zenekarát hol „stúdiózenekarként”, hol az „Ethel Barrymore Színház Zenekaraként” adják meg.]
- Anne Victoria Banks (Lucy), Gian Luca Ricci (Ben); Milánói Kamarazenekar, vezényel: Paolo Vaglieri (1991) Nuova Era 2241731
- Elizabeth Hertzberg (Lucy), Lorenzo Grante (Ben); Olasz Filharmonikus Zenekar, vezényel: Flavio Emilio Scogna (2018) Brilliant Classics 95361